# Dobja vas
Dobja vas je del naselja oz. mestna soseska na Ravnah na Koroškem. Do leta 2017 je bilo samostojno naselje v Občini Ravne na Koroškem. Tistega leta je bilo v celoti priključeno naselju Ravne na Koroškem.
- Poslovna cona
- Poslovna cona